# الاتحاد البريدي العربي
كان الاتحاد البريدي العربي منظمة عربية في مجال البريد، وكان يهدف إلى التعاون والتنسيق بين الدول العربية فيما يتعلق بالبريد. أنشئ الاتحاد البريدي العربي بموجب قرار مجلس جامعة الدول العربية في 9 ديسمبر 1946، وقد باشر بأعماله في 12 أبريل 1952. فهو بهذا أقدم منظمة عربية متخصصة.
وقد أنشئ المقر الدائم للاتحاد في دمشق بتاريخ 12 يوليو 1954.
ألغي هذا الاتحاد بموجب قرار المجلس الاقتصادي والاجتماعي لجامعة الدول العربية بتاريخ 6 يوليو 1988. وأنيطت مهامه بالإدارة المختصة في جامعة الدول العربية تحت إشراف مجلس الوزراء العرب المختصين. وفي سنة 1992، أسست اللجنة العربية الدائمة للبريد.

## طوابع تذكارية
يمكن ملاحظة أن الكثير من الإصدارات كانت مشتركة بين الدول العربية، ففي إصدارات عامي 1954 و1955 كانت تشير إلى تاريخ التأسيس في 1 تموز\يوليو 1954، وكذا في إصدارات الذكرى العاشرة عام 1964 أو 1965 فقد كانت تعتمد تاريخ التأسيس في سنة 1954، لكن إصدارات الذكرى 25 للتأسيس في سنة 1977 وما بعدها فقد اعتمد سنة 1952 لذكرى التأسيس.

### الأردن

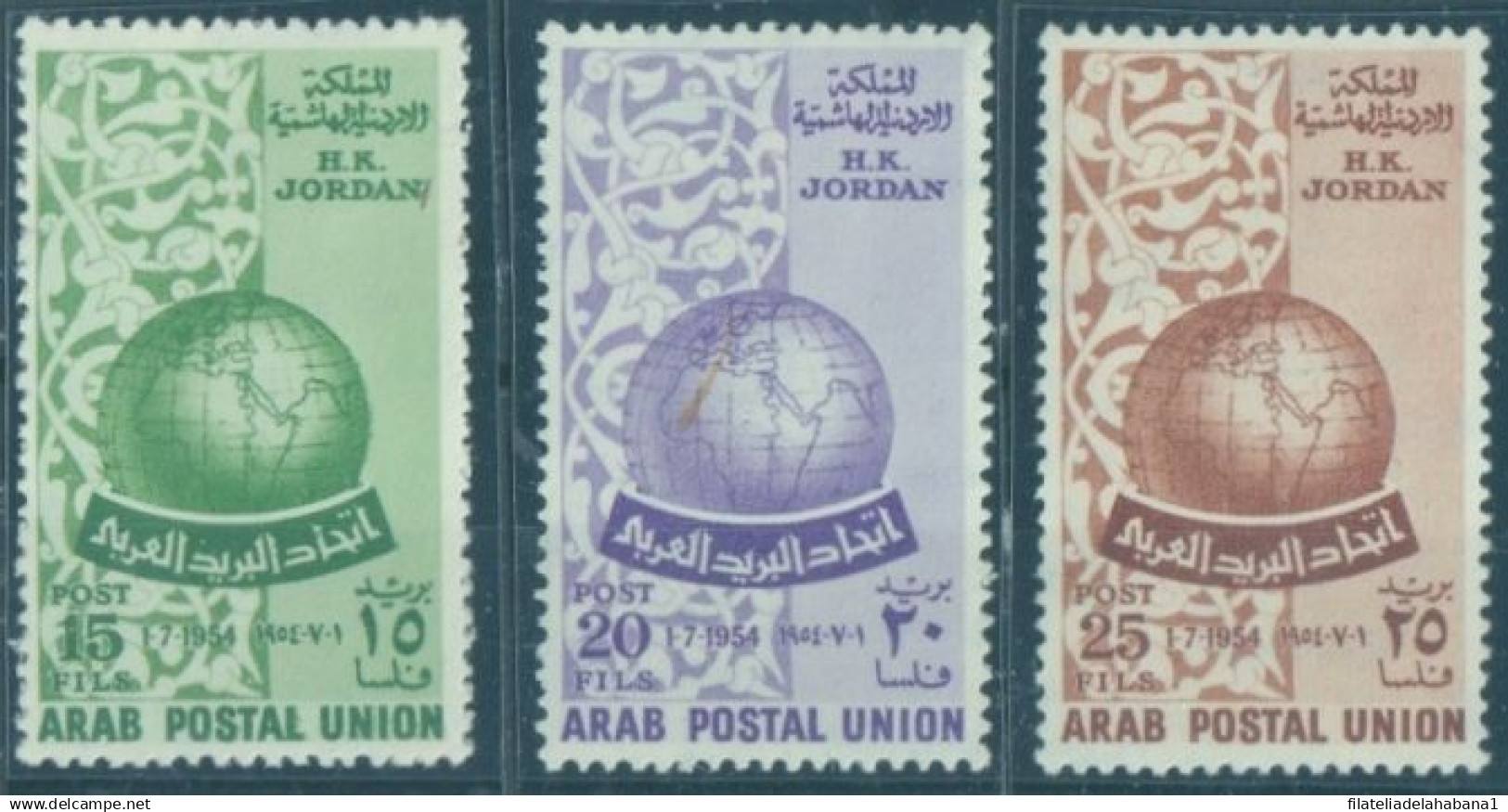
طوابع أردنية صدرت عام 1954

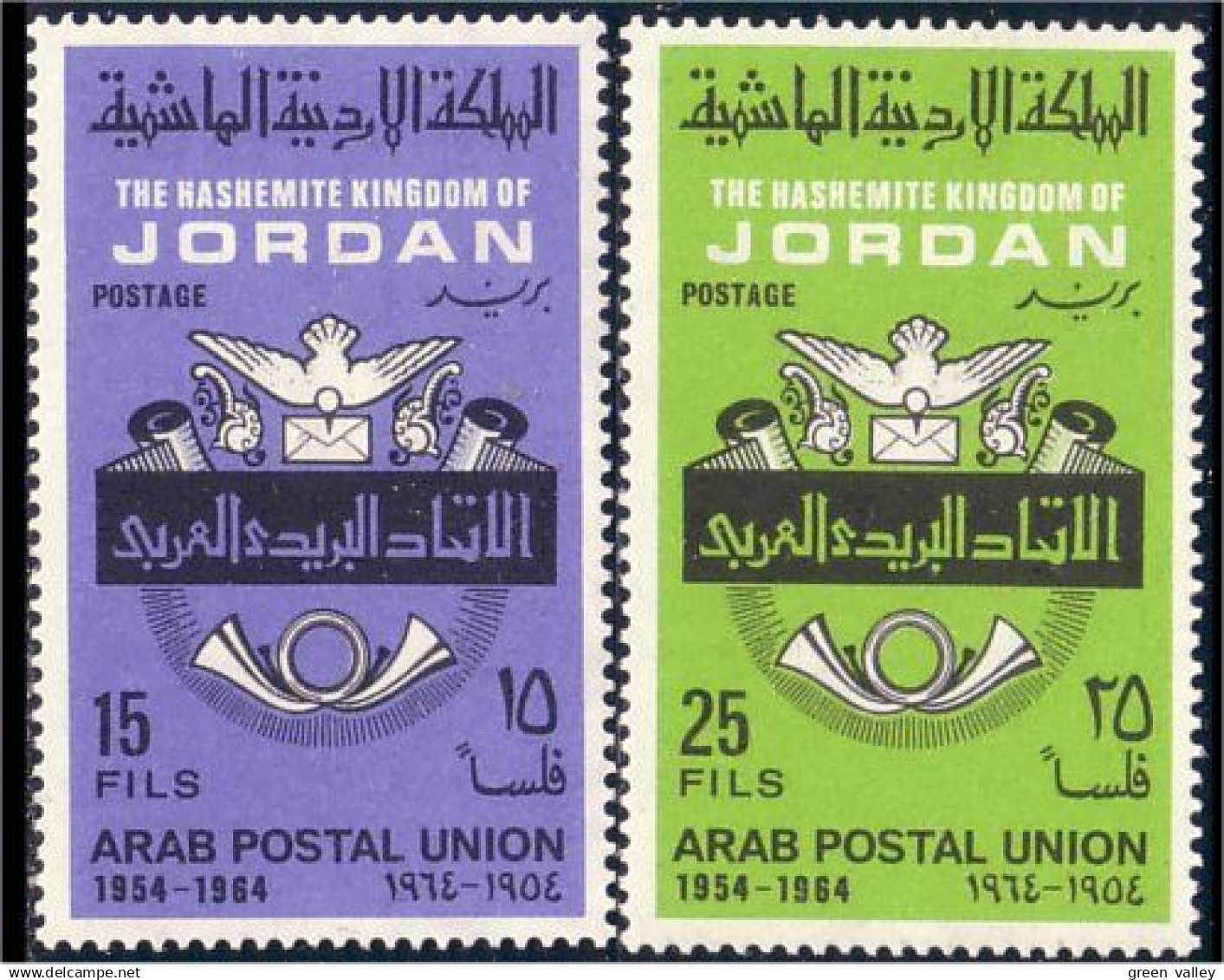
طوابع أردنية صدرت عام 1964

في سنة 1954، أصدرت طوابع أردنية تحتفي بالاتحاد البريدي العربي.
وفي سنة 1964، أصدرت طوابع بمناسبة الذكرى العاشرة لتأسيس الاتحاد البريدي العربي.
وفي سنة 1978، أصدر طابع بمناسبة الذكرى 25 لتأسيس الاتحاد في سنة 1977.
وفي سنة 1982، أصدر طابع بمناسبة الذكرى الثلاثين.
وفي سنة 1987، أصدرت طوابع يحمل صورة مبان وموشحة بشعار الاتحاد البريدي العربي بمناسبة الذكرى الخامسة والثلاثين لتأسيس الاتحاد.

### الإمارات العربية المتحدة
قبل تأسيس واستقلال الإمارات، أصدر عن إمارة الشارقة وملحقاتها طوابع بمناسبة الذكرى العاشرة لتأسيس الاتحاد البريدي العربي.
وفي سنة 1977، أصدرت طوابع في الإمارات العربية المتحدة بمناسبة مرور 25 سنة على تأسيس الاتحاد.

### البحرين
في سنة 1977، أصدرت في البحرين طوابع بمناسبة مرور 25 سنة على تأسيس الاتحاد.

### تونس
في سنة 1977، أصدرت في تونس طوابع بمناسبة مرور 25 سنة على تأسيس الاتحاد.
وفي سنة 1982، أصدرت طوابع بمناسبة مرور 30 سنة على تأسيس الاتحاد.

### الجزائر
في سنة 1975، أصدرت مجموعة من الطوابع بمناسبة انعقاد مؤتمر العاشر للاتحاد البريدي العربي في الجزائر.

### المملكة العربية السعودية
في سنة 1955، أصدرت طوابع سعودية تحتفي بالاتحاد البريدي العربي بقيمة نصف قرش و3 قروش و4 قروش.
وفي سنة 1960، أصدرت طوابع بمناسبة مؤتمر الاتحاد البريدي العربي بالرياض.
وفي سنة 1964، أصدرت طوابع بمناسبة الذكرى العاشرة لتأسيس الاتحاد البريدي العربي.
وفي سنة 1971، أصدرت طوابع لاستذكار المشروع الأول للاتحاد البريدي العربي في صوفر في لبنان سنة 1946.
وفي سنة 1974، أصدرت طوابع تحمل شعار الاتحاد وكانت بمناسبة انعقاد الدورة الثالثة للمجلس الاستشاري العربي للدراسات البريدية.
وفي سنة 1977، أصدرت طوابع بمناسبة مرور 25 سنة على تأسيس الاتحاد.
وفي سنة 1982، أصدرت طوابع بمناسبة مرور 30 سنة على تأسيس الاتحاد.

### السودان
في سنة 1958، أصدرت طوابع سودانية بمناسبة مؤتمر الاتحاد البريدي العربي الثالث في الخرطوم.
وفي سنة 1964، أصدرت طوابع سودانية بمناسبة الذكرى العاشرة لتأسيس الاتحاد البريدي العربي.
وفي سنة 1978، أصدرت طوابع سودانية بمناسبة مرور 25 سنة على تأسيس الاتحاد في سنة 1977.

### سوريا
في سنة 1955، أصدرت طوابع سورية تحتفي بالاتحاد البريدي العربي.
وفي سنة 1964، أصدرت طوابع في سوريا بمناسبة الذكرى العاشرة لتأسيس الاتحاد البريدي العربي.
وفي سنة 1977، أصدرت طوابع بمناسبة مرور 25 سنة على تأسيس الاتحاد.
وفي سنة 1982، أصدرت طوابع بمناسبة مرور 30 سنة على تأسيس الاتحاد.

### العراق
أصدرت مجموعة من الطوابع بمناسبة انعقاد مؤتمر البريد العربي ببغداد في 3 آذار 1956.
| #   | تاريخ الإصدار | الوصف | الصورة | القيمة  |
| --- | ------------- | --- | ------ | ------- |
| 191 | 3 آذار 1956   | طابع يحمل عبارة "مؤتمر البريد العربي ببغداد في 3 آذار 1956" باللغتين العربية والإنجليزية وتظهر صورة الملك فيصل الثاني يمين الطابع، والطابع بلون كارمن بنفسجي |        | 3 فلوس  |
| 192 | 3 آذار 1956   | طابع يحمل عبارة "مؤتمر البريد العربي ببغداد في 3 آذار 1956" باللغتين العربية والإنجليزية وتظهر صورة الملك فيصل الثاني يمين الطابع، والطابع بلون أزرق         |        | 10 فلوس |
| 193 | 3 آذار 1956   | طابع يحمل عبارة "مؤتمر البريد العربي ببغداد في 3 آذار 1956" باللغتين العربية والإنجليزية وتظهر صورة الملك فيصل الثاني يمين الطابع، والطابع بلون أزرق رصاصي   |        | 28 فلسا |

وفي سنة 1964، أصدرت 3 طوابع في العراق بمناسبة الذكرى العاشرة لتأسيس الاتحاد البريدي العربي.
| # | تاريخ الإصدار       | الوصف                                                                                 | الصورة | القيمة  | كمية الإصدار |
| - | ------------------- | ------------------------------------------------------------------------------------- | ------ | ------- | ------------ |
| 1 | 21 كانون الأول 1964 | طابع بلون أحمر قرمزي مع عبارات "1954-1964" و"الاتحاد البريدي العربي" و"المكتب الدائم" |        | 3 فلوس  | 750000       |
| 2 | 21 كانون الأول 1964 | طابع بلون بنفسجي مع عبارات "1954-1964" و"الاتحاد البريدي العربي" و"المكتب الدائم"     |        | 10 فلوس | 1500000      |
| 3 | 21 كانون الأول 1964 | طابع بلون برتقالي مع عبارات "1954-1964" و"الاتحاد البريدي العربي" و"المكتب الدائم"    |        | 30 فلسا | 750000       |

وفي سنة 1971، أصدرت طوابع في العراق لاستذكار المشروع الأول للاتحاد البريدي العربي في صوفر في لبنان سنة 1946.
وفي سنة 1973، أصدر طابع موشح بعبارة "المجلس التنفيذي - بغداد/ 1973" وهو ذات الطابع الصادر سنة 1964 وبقيمة 30 فلسا.
وفي سنة 1977، أصدرت طابعان بمناسبة مرور 25 سنة على تأسيس الاتحاد.
وفي سنة 1980، أصدرت مجموعة من الطوابع بمناسبة انعقاد مؤتمر الحادي عشر للاتحاد البريدي العربي ببغداد.

### سلطنة عمان
في سنة 1977، أصدرت في سلطنة عمان طوابع بمناسبة مرور 25 سنة على تأسيس الاتحاد.

### قطر
في سنة 1967، أصدرت طوابع قطرية بمناسبة انضمام قطر إلى الاتحاد البريدي العربي.
وفي سنة 1977، أصدرت في قطر طوابع بمناسبة مرور 25 سنة على تأسيس الاتحاد.
وفي سنة 1982، أصدرت في قطر طوابع بمناسبة مرور 30 سنة على تأسيس الاتحاد.
وفي سنة 1987، أصدرت في قطر طوابع بمناسبة مرور 35 سنة على تأسيس الاتحاد.

### الكويت
في سنة 1964، أصدرت طوابع كويتية بمناسبة الذكرى العاشرة لتأسيس الاتحاد البريدي العربي.
وفي سنة 1971، أصدرت طوابع لاستذكار المشروع الأول للاتحاد البريدي العربي في صوفر في لبنان سنة 1946.
وفي سنة 1977، أصدرت طوابع بمناسبة مرور 25 سنة على تأسيس الاتحاد.
وفي سنة 1982، أصدر طابعين كويتيين بمناسبة الذكرى الثلاثين لتأسيس الاتحاد البريدي العربي.

### لبنان
في سنة 1955، أصدرت طوابع لبنانية تحتفي بالاتحاد البريدي العربي.
وفي سنة 1982، أصدرت طوابع في لبنان بمناسبة اليوبيل الفضي للاتحاد البريدي العربي.

### ليبيا
في سنة 1955، أصدرت طوابع في المملكة الليبية تحتفي بالاتحاد البريدي العربي.
وفي سنة 1964، أصدرت طوابع في المملكة الليبية بمناسبة الذكرى العاشرة لتأسيس الاتحاد البريدي العربي.
وفي سنة 1971، أصدرت طوابع في الجمهورية العربية الليبية لاستذكار المشروع الأول للاتحاد البريدي العربي في صوفر في لبنان سنة 1946.
وفي سنة 1977، أصدرت في الجمهورية العربية الليبية طوابع بمناسبة مرور 25 سنة على تأسيس الاتحاد.
وفي سنة 1978، أصدرت في الجماهيرية العربية الليبية الشعبية الاشتراكية طوابع احتفاء بالاتحاد.
وفي سنة 1982، أصدرت في الجماهيرية العربية الليبية الشعبية الاشتراكية طوابع بمناسبة مرور 30 سنة على تأسيس الاتحاد.

### مصر
في سنة 1955، أصدرت طوابع في مصر تحتفي بالاتحاد البريدي العربي، كما أصدر نفس الطابع مع توشيح بعبارة "مؤتمر البريد العربي - القاهرة 15\3\1955".
وفي سنة 1964، أصدرت في الجمهورية العربية المتحدة طوابع بمناسبة مرور 10 سنوات على تأسيس الاتحاد.
وفي سنة 1971، أصدرت طوابع في الجمهورية العربية المتحدة لاستذكار المشروع الأول للاتحاد البريدي العربي في صوفر في لبنان سنة 1946.
وكذلك في نفس العام أصدرت طوابع بمناسبة المؤتمر التاسع للاتحاد البريدي العربي بالقاهرة.
وفي سنة 1977، أصدرت في مصر طوابع بمناسبة مرور 25 سنة على تأسيس الاتحاد.

### المغرب
في سنة 1971، أصدرت طوابع في المملكة المغربية لاستذكار المشروع الأول للاتحاد البريدي العربي في صوفر في لبنان سنة 1946.
في سنة 1977، أصدرت طوابع بمناسبة مرور 25 سنة (العيد الفضي) على تأسيس الاتحاد.
وفي سنة 1982، أصدرت في مصر طوابع بمناسبة مرور 30 سنة على تأسيس الاتحاد.

### موريتانيا
في سنة 1977، أصدرت في موريتانيا طوابع بمناسبة مرور 25 سنة على تأسيس الاتحاد.
وفي سنة 1988، أصدرت طوابع بمناسبة مرور 30 سنة على تأسيس الاتحاد.

### اليمن
في سنة 1955، أصدرت طوابع في المملكة المتوكلية اليمنية تحتفي بالاتحاد البريدي العربي.
وفي سنة 1964، أصدرت طوابع في المملكة المتوكلية اليمنية بمناسبة الذكرى العاشرة لتأسيس الاتحاد البريدي العربي.
وفي سنة 1971، أصدرت طوابع في الجمهورية العربية اليمنية لاستذكار المشروع الأول للاتحاد البريدي العربي في صوفر في لبنان سنة 1946.
وفي سنة 1982، أصدر طوابع في الجمهورية العربية اليمنية بمناسبة الذكرى الثلاثين لتأسيس الاتحاد البريدي العربي.